# Jandira Feghali
Jandira Feghali (n. Curitiba, 17 de maig de 1957) és metgessa, política i sindicalista brasilera integrant del Partit Comunista del Brasil; desenvolupa la carrera política en l'estat de Rio de Janeiro. Té dos fills i és germana del músic Ricardo Feghali, del grup musical Roupa Nova.

## Formació
En l'adolescència fou bateria d'Els Panchos juntament amb el seu germà Ricardo, i deixà la música per cursar en la Facultat de Medicina, a la Universitat de Rio de Janeiro. És metgessa especialista en cardiopediatria.
Participà en el Projecte Rondon: un programa assistencial instituït pel règim militar (reinstal·lat al 2005).

## Carrera política
Al 1981, Jandira Feghali entra en política, milita en el PCdoB; formà part del Comitè central del partit, que en aquesta època encara romania en la clandestinitat.
Jandira treballà en el moviment sindical: arribà, al 1983, al càrrec de presidenta de l'Associació Nacional de Metges Residents, funció que deixà per dirigir el Sindicat de Metges, de 1984 a 1986. De 1985 a 1986, fou presidenta de l'Associació de Funcionaris de l'Hospital General de Bonsucesso.
Al 1986, Jandira és diputada estatal per Rio de Janeirodes de 1987 fins a 1991. Al 1990, és diputada federal pel mateix estat.

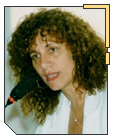
Jandira Feghali com a membre de la Cambra de diputats

En la Cambra de diputats de Brasil presidí la Comissió Especial de l'Any de la Dona, i de la Subcomissió d'Assistència Farmacèutica del Congrés Nacional. Fou vicepresidenta de la Comissió que analitzà les propostes d'esmena a la Constitució que canvià el sistema de Seguretat Social, i vicepresidenta de la Comissió de Legislació sobre Drets d'autor.
És autora de la llei que garanteix cirurgies reparadores de la mama, en casos de càncer, amb plans i assegurances de salut, i de l'Esmena Constitucional que permet el doble vincle dels professionals de la salut.
Al 2005, fou relatora oficial del projecte de llei del poder executiu que creava mecanismes per cohibir la violència masclista contra la dona: la denominada "Llei Maria da Penha". Fou d'ella, a més, el text final de la llei que concedeix llicència per maternitat a mares adoptives. És autora de tres projectes ja aprovats per la Cambra de diputats i en tramitació en el Senat Federal:
- regionalització de la programació artística, cultural, i periodística
- atorgament de borses de colectomia per als plans i assegurances de salut
- regula la producció i comercialització de matèries primeres, equipament, material o maquinària destinat a la fabricació, condicionament, embalatge, control de qualitat o qualsevol altra fase de vigilància de la producció de medicaments.

Fou secretària de Desenvolupament Econòmic de la ciutat de Niterói; a més de secretària de Cultura de la ciutat de Rio de Janeiro.

## El seu Projecte de Llei Núm. 1135/91
Al 2005, com a informadora del Projecte de llei Núm. 1135/91, en la Comissió de Seguretat Social i Família, Jandira proposà un substitutiu a l'avantprojecte per la descriminalització de l'avortament.
D'acord amb la seua línia de pensament, citant una recerca de Néa Schor de la dècada de 1980, s'estima que el nombre de casos d'avortament a Brasil pot arribar a quatre milions per any, i això representaria la quarta causa de mortalitat materna. Meira, en recerques realitzades a la ciutat de Santos, també en la dècada de 1980, mostrà que el 24,3% de les dones entrevistades havien sofert almenys un avortament espontani, i que el 15,5% havien practicat almenys un avortament provocat. Affonso Renato Meira verificà, en la mateixa dècada, que entre les dones fèrtils i casades el 32,6% havien sofert almenys un avortament. Això donaria un indicatiu que la qüestió en seria de salut pública.

## Candidatura al Senat al 2006
El 2006, fou candidata al Senat Federal. Jandira fou víctima d'una campanya de desprestigi sota anonimat. L'episodi de la cerca en l'Arxidiòcesi fou una iniciativa del Tribunal Regional Electoral de Rio de Janeiro que infeliçment tingué entre els seus quadres aquells que ajudaren a recrear un escenari d'una falsa persecució contra l'Església. En el seu ofici a la Justícia Electoral, Jandira demanà que es retirara dels carrers el material apòcrif que burlava la legislació electoral i l'atacava criminalment. No hi ha cap registre de sol·licitud de registre en determinats llocs, i molt menys en la Cúria. Aquest text n'és un exemple:
| « | Jandira acusà l'Església catòlica d'estar darrere d'aquelles manifestacions i requerí la Justícia Electoral que cercara i retirara el material de propaganda contra l'Arxidiòcesi de Rio de Janeiro. Encara, els oficials del Poder judicial del Brasil continuen revisant les dependències de la seu de l'Arxidiòcesi, fins als gabinets particulars del cardenal i l'arquebisbe, i dels bisbes auxiliars; no hi han trobat res en absolut que poguera justificar les queixes de la candidata, o que represente una infracció a la legislació electoral | » |

Jandira acabà derrotada, malgrat liderar les enquestes d'opinió durant bona part de la campanya. El Partit Comunista del Brasil atribuí la derrota a la divulgació de pamflets que exposaven la seua posició ideològica a favor de la descriminalització, ja que, aparentment, la població brasilera és contrària als canvis en la llei actual.

## Candidatura a l'ajuntament de 2008
En les eleccions municipals de 2008, Jandira Feghali concorregué per la coalició PCdoB/ PSB, acabà en quart lloc amb 321.012 vots (9% del total). En la segona ronda, sorprengué els seus votants i els candidats aliant-se amb la coalició PMDB, PP, PSL i el PTB, que hi concorrien contra Fernando Gabeira. A canvi del suport donat al candidat triat, fou nomenada a càrrec de la Secretaria de Cultura de la ciutat de Rio de Janeiro.

## Llibres publicats
- Reflexões sobre a violência urbana: (in)segurança e (des)esperanças (en portuguès brasiler).  Mauad Editora Ltda, 2006. ISBN 978-85-7478-198-3.